# 楊天發
楊天發（1921年10月8日—2014年3月25日），出生於日治台灣臺中州豐原郡大雅庄（今臺中市大雅區）橫山村，臺灣企業家，為興農集團創辦人，曾經是中華職棒大聯盟興農牛隊總裁。其弟為長億關係企業與朝陽科技大學的創辦人楊天生。
楊天發畢業於后里農校，早年曾經營農場、以及在台灣糖業公司工作一段時間。1954年，楊天發與朋友合資開設製冰廠，正式跨足商界。
1957年，楊天發創立興農；其後興農成為臺灣最大的農藥製造廠，並展開多角化經營，集團版圖橫跨多國以及多種不同的事業。1967年被選為第一屆十大傑出企業家。
1980年，楊天發獲美國聯合大學經濟學榮譽博士。
1988年，興農成立興農超市，成為臺灣中部頗有規模的連鎖超市體系。
1990年，楊天發將興農集團交給其子楊文彬經營，但仍對興農營運方向有很大影響力。
1995年，楊天發買下中華職棒俊國熊，改名為興農熊，後又更名為興農牛；該隊於2004年首度獲得中華職棒總冠軍。
2014年3月25日，楊天發逝世，享年93歲。

## 外部連結
- 興農股份有限公司 （页面存档备份，存于）

| 體育角色           | 體育角色                                                 | 體育角色      |
| ------------------ | -------------------------------------------------------- | ------------- |
| 中華職業棒球大聯盟 |                                                          |               |
| 前任： 陳重光      | 中華職業棒球大聯盟會長 代理 1998年2月24日－1998年7月22日 | 繼任： 黃大洲 |

- 楊天發在台灣棒球維基館上的頁面（繁體中文）